# Hawkeye (ciruela)
Hawkeye es una variedad cultivar de ciruelo (Prunus americana), de las denominadas ciruelas americanas.
una variedad de ciruela cuyo origen es una plántula de 'Quaker', obtenida y cultivada por H. A. Terry, Crescent (Iowa). Las frutas tienen un tamaño medio a grande, redondeado ovalado u ovalado, no comprimido, mitades iguales, color de piel carmín opaco, cubierto de fina pruina, y pulpa de color amarillo opaco, muy jugosa, textura ligeramente fibrosa, acuosa y fundente, y sabor dulce al principio con un regusto agrio y algo astringente, bueno.

## Historia
'Hawkeye' es una variedad de ciruela cuyo origen es una plántula de 'Quaker', cultivada por H. A. Terry, Crescent (Iowa). Fructificó por primera vez en 1882 y al año siguiente fue introducido por el obtentor. En el Informe de la "Iowa Horticultural Society" (Sociedad de Horticultura de Iowa) de 1887, el Sr. Terry afirmó que el árbol original había dado cinco cosechas seguidas y creía que era la variedad más valiosa en cultivo para el Oeste y el Noroeste. La "American Pomological Society" colocó esta ciruela en su catálogo de frutas en 1897.
Ha sido descrita por : 1. Ia. Hort. Soc. Rpt. 287. 1887. 2. U.S.D. A. Rpt. 441. 1889. 3. Ia. Hort. Soc. Rpt. 55, 85. 1890. 4. Cornell Sta. Bul. 38:38, 86. 1892. 5. Wis. Sta. Bul. 63:40, 41. 1897. 6. Am. Pom. Soc. Cat. 24. 1897. 7. Colo. Sta. Bul. 50:37. 1898. 8. Ia. Sta. Bul. 46:274. 1900. 9. Waugh Plum Cult. 151. 1901. 10. Ont. Fr. Gr. Assoc. 144. 1901. 11. Wis. Sta. Bul. 87:13. 1901. 12. S. Dak. Sta. Bul. 93:19. 1905. 13. Ohio Sta. Bul. 162:254, 255. 1905.
Esta variedad de P. americana es muy satisfactoria y ampliamente plantada. El fruto de 'Hawkeye' es más satisfactorio que el árbol, ya que tiene una apariencia atractiva y es agradable para comer, ya sea solo o elaborado en preparados culinarios. Su principal defecto es que hace árboles de porte demasiado denso en crecimiento para hacer buenas plantas de huerto. Requiere poda y entrenamiento muy cuidadosos para mantener los árboles manejables. Según la experiencia de su cultivo, se afirma que 'Hawkeye' propagado de chupones de sus propias raíces, es un árbol mejor que el que se propaga de otra manera. Esta variedad pertenece al medio oeste americano, se adapta bien al cultivo para uso doméstico en el norte del estado de Nueva York, donde hace demasiado frío para las ciruelas europeas.

## Características
'Hawkeye' árbol de crecimiento fuerte y saludable, más bien erguido al principio, luego se extiende, de copa baja, resistente, generalmente productivo, pero variable en algunos lugares, susceptible a los ataques de hongos perforantes; ramas numerosas, de color marrón oscuro, ásperas, espinosas, con numerosas lenticelas grandes; ramillas largas, esbeltas, con entrenudos de longitud media, de color verde cambiando a marrón rojizo opaco, brillantes, glabras, con numerosas lenticelas grandes y elevadas; los brotes pequeños, cortos, puntiagudos, adpresos. Temporada de floración intermedia en tiempo y duración; flores que aparecen con las hojas, vistosas por los numerosos pétalos planos, de color blanco puro, con un olor algo desagradable; en racimos sobre yemas laterales y espolones, en pares. Muy buen polinizador de otras variedades de ciruelos.
'Hawkeye' tiene una talla de fruto de tamaño medio a grande, de forma redondeado ovalado u ovalado, no comprimido, mitades iguales, cavidad inusualmente poco profunda, muy estrecha, con la sutura una línea borrosa,  ápice redondeado; epidermis tiene piel gruesa, dura, astringente, adherente, con color carmín opaco, cubierto de fina pruina, puntos numerosos, grises o rojizos, casi oscuros, casi ninguno alrededor de la base; Pedúnculo de longitud inferior a la media, delgado, muy adherente a la carne, pubescencia muy fina, ubicado en una cavidad del pedúnculo muy estrecha, poco profunda, medianamente rebajada en la sutura y en el lado opuesto; pulpa de color amarillo opaco, muy jugosa, textura ligeramente fibrosa, acuosa y fundente, y sabor dulce al principio con un regusto agrio y algo astringente, bueno.
Hueso adherida a la pulpa, tamaño medio o grande, elíptico alargado, redondeado ovalado, aplanado, liso, romo en la base y el ápice, conspicuamente alado en la sutura ventral, con un surco profundo pero angosto en la sutura dorsal.
Su tiempo de recogida de cosecha de fruta a mitad de temporada, período de maduración de duración media.

## Usos
La ciruela 'Hawkeye' se comen crudas de fruta fresca en mesa, y valiosa para fines de preparados culinarios.